# کوین بار
کوین بار (انگلیسی: Kévin Barré؛ زادهٔ ۲۵ ژانویهٔ ۱۹۹۰) بازیکن فوتبال اهل فرانسه است.
از باشگاه‌هایی که در آن بازی کرده‌است می‌توان به باشگاه فوتبال ونس و باشگاه فوتبال نانت اشاره کرد.